# HD 34533
HD 34533，又名BD+46 998，SAO 40251、HR 1736，是一颗恒星，视星等为6.54，位于銀經162.18，銀緯5.68，其B1900.0坐标为赤經5h 13m 11.5s，赤緯+46° 5.68′ 36″。